# Mario Ruiz Armengol
Mario Ruiz Armengol (* 17. März 1914 in Veracruz; † 22. Dezember 2002 in Cancún) war ein mexikanischer Komponist, Pianist und Dirigent.

## Karriere
Der Sohn des Pianisten Mario Ruiz Suarez galt als musikalisches Wunderkind. Er begann achtjährig Klavier zu spielen, dirigierte im Alter von fünfzehn Jahren sein erstes Konzert mit der Leopoldo Beristaín Company und gehörte sechzehnjährig zu den Gründern der Band des Rundfunksenders XEW-AM. Er wurde in der Folgezeit als Komponist, Arrangeur und Dirigent bekannt, seine Songs wurden von Musikern interpretiert wie Andy Rusell, Chucho Martínez Gil, Fernando Fernandez, María Luisa Landín, Amparo Montes, José Antonio Méndez, Lola Beltrán, Marco Antonio Muñiz, später auch von José José, Gualberto, Arturo Castro, Guadalupe Pineda, Roberto Pérez Vázquez, Rodolfo „Popo“ Sánchez, José Luis Caballero, Enrique Méndez, Paty Carrion, Mariana Alvarez und Verónica Ituarte und er wurde als Mr Harmony bekannt.
1936 studierte er Kontrapunkt und Harmonielehre bei José Rolón. 1948 lernte er Rodolfo Halffter kennen, der ihn zu seinen Seven Exercises of Composition and Harmony anregte und mit dem er über viele Jahre auf musikalischem Gebiet zusammenarbeitete. 1954 entstand mit dem Prelude for Piano and Harp Ruiz’ erste klassische Komposition. Es folgten zahlreiche weitere Klavierwerke, darunter Sonaten, Phantasien und Präludien, Walzer, Scherzos und Menuette, 31 Kinderstücke und 19 kubanische Tänze. Seine kammermusikalischen Werke für Klavier, Cello, Harfe und Flöte wurden u. a. von Gustavo Rivero Weber, Enrique Nery, Alejandro Duprat, Gildardo Mojíca und Alejandro Corona in jüngerer Zeit auch von Edgar Dorantes, Eleonora Bárrales Cortes und Luis Enrique Leon aufgeführt.